# Liste der Kulturgüter in Le Cerneux-Péquignot
Die Liste der Kulturgüter in Le Cerneux-Péquignot enthält alle Objekte in der Gemeinde Le Cerneux-Péquignot im Kanton Neuenburg, die gemäss der Haager Konvention zum Schutz von Kulturgut bei bewaffneten Konflikten, dem Bundesgesetz vom 20. Juni 2014 über den Schutz der Kulturgüter bei bewaffneten Konflikten sowie der Verordnung vom 29. Oktober 2014 über den Schutz der Kulturgüter bei bewaffneten Konflikten unter Schutz stehen.
Objekte der Kategorie A sind im Gemeindegebiet nicht ausgewiesen, Objekte der Kategorie B sind vollständig in der Liste enthalten, Objekte der Kategorie C fehlen zurzeit (Stand: 1. Januar 2023).

## Kulturgüter
| Foto | | Objekt | Kat. | Typ | Standort                   | Beschreibung |
| ---- | --- | --- | ---- | --- | -------------------------- | ------------ |
| ja   | Datei hochladen · Wikidata zu Kirche Notre-Dame de la Visitation und deren liturgische Geräte (Q29785960) | Kirche Notre-Dame de la Visitation und deren liturgische Geräte / Église Notre-Dame de la Visitation et son mobiliar liturgique KGS-Nr.: 03950 | B    | G   | Le Village 541184 / 207608 |              |
| BW   | Datei hochladen · Wikidata zu Oratorium von Bétod (Q131462593)                                            | Oratorium von Bétod / Oratoire de Bétod KGS-Nr.: 16448                                                                                         | B    | G   | Bétod 73.1 543160 / 208982 |              |